# Clydonium costalimai
Clydonium costalimai là một loài tò vò trong họ Ichneumonidae.